# Maria Blanchard
Maria Gutierrez Blanchard, född den 6 mars 1881 i Santander i Spanien, död den 5 april 1932 i Paris, var en spansk-fransk målare. Under studier i Frankrike anslöt hon sig till kubisterna, men övergav senare den abstrakta formen och koncentrerade sig på porträtt- och figurmåleri, särskilt barnstudier.

## Biografi
Blanchard var dotter till journalisten Enrique Gutierrez Cueto och Concepción Blanchard Santisteban. Hon hade från födseln flera svagheter, som liten till växten, puckelryggig och svårigheter att gå. Hon var kusin med den mexikanske konstnären Germán Cueto.
År 1903 flyttade hon till Madrid och studerade vid Real Academia de Bellas Artes de San Fernando med Fernando Alvarez de Sotomayor, Manuel Benedito och Emelio Sala. År 1909 fortsatte hon sin konstnärliga utbildning vid Academie Vitti i Paris under Hermenegildo Anglada Camarasa och Kees van Dongen. Här upptäckte hon kubistisk målning, och påverkades av Jacques Lipchitz och Juan Gris. År 1914 återvände hon till Madrid där hon hade en utställning som anordnades av Gómez de la Serna.

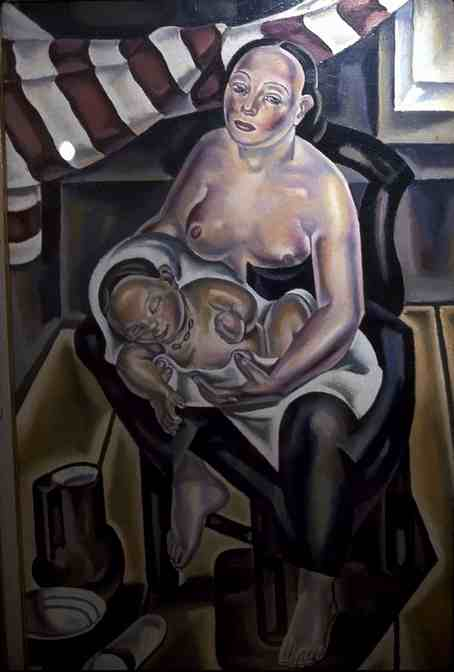
Moderskap (1925)

I slutet av 1916 återvände hon till Paris för att måla där. År 1920 hade hon utställningar i Frankrike och Belgien. Efter hennes utställning på Salon des Indépendants 1921, fick hennes målningar stor efterfrågan. På grund av den ogynnsamma ekonomiska situationen som följde i Europa minskade dock samlarnas intresse och hon fick lita till ekonomiskt stöd från litteraturentusiasten Frank Flausch (1878-1926) fram till sin död. Blanchard finns representerad vid bland annat Göteborgs konstmuseum.